# 히라이촌 (군마현)
히라이촌(일본어: 平井村)은 일본 군마현 다노군에 설치되었던 촌이다.